# Świętopełk II Wielki

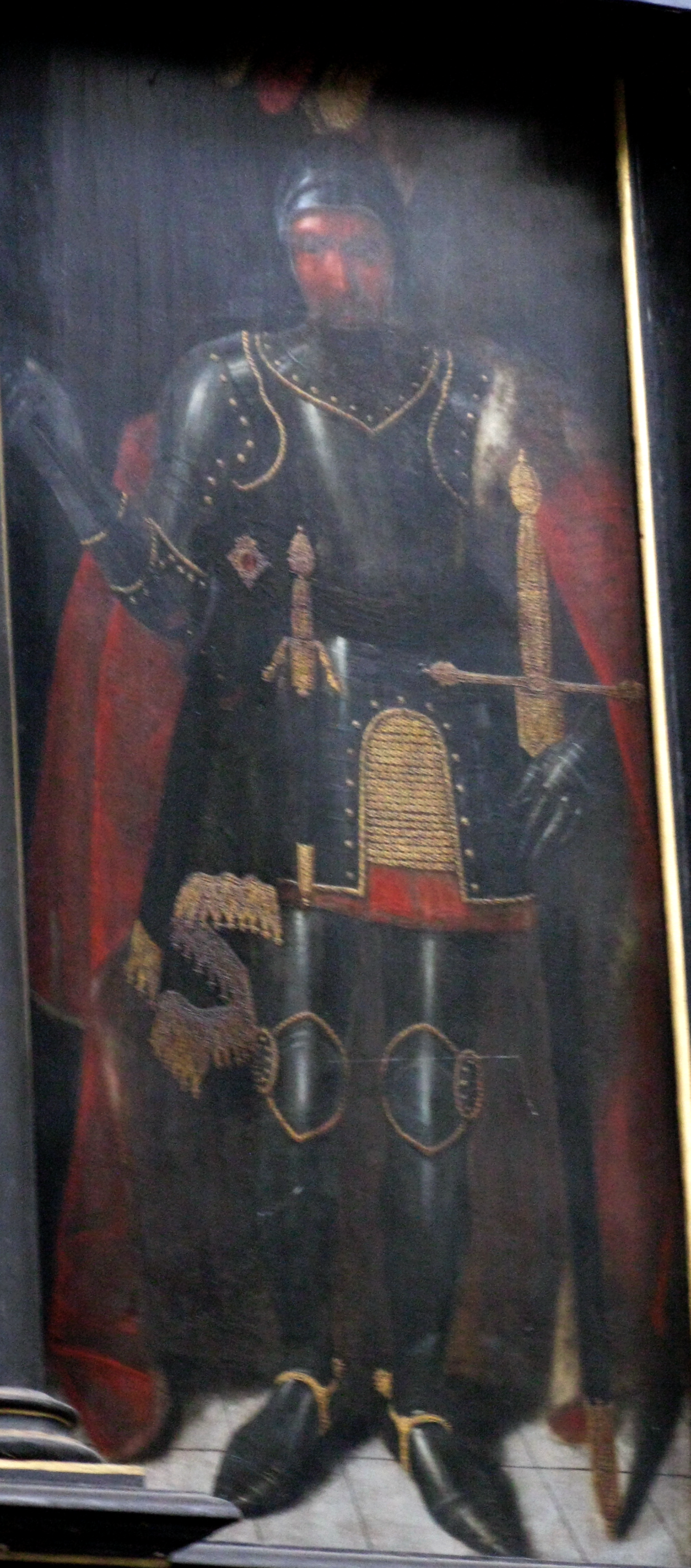
Wizerunek księcia w prezbiterium Katedry Oliwskiej, mal. Herman Han

Świętopełk II Wielki (ur. przed 1195, zm. 11 stycznia 1266) – książę Pomorza Gdańskiego z dynastii Sobiesławiców, najstarszy syn Mściwoja I i Zwinisławy (zm. 4 września 1240).

## Rządy namiestnicze. Zbrodnia gąsawska
Po śmierci ojca, około 1219/1220, otrzymał od Leszka Białego godność namiestnika Pomorza Gdańskiego. W 1223 wraz z bratem Warcisławem wziął udział u boku Leszka Białego, jego brata Konrada mazowieckiego i innych książąt polskich w krucjacie przeciwko Prusom.
Prawdopodobnie wówczas, lub nawet jeszcze wcześniej, przekazał swój gród Zantyr biskupowi pruskiemu Chrystianowi. Około 1225 (chronologia niejasna) przyłączył do Pomorza Gdańskiego ziemię słupską, z której wyparł załogi duńskie.
Prawdopodobnie jeszcze przed śmiercią swego ojca związał się z Władysławem Odonicem. Siostra Odonica, Eufrozyna, została żoną Świętopełka, z kolei Odonic pojął za żonę Jadwigę – córkę Mściwoja I i siostrę Świętopełka. Około 1223 Świętopełk wraz z Odonicem rozpoczęli działania wojenne przeciwko panującemu w Wielkopolsce Władysławowi Laskonogiemu, zajmując stopniowo obszary pograniczne. Spowodowało to reakcję Leszka Białego, który zwołał w 1227 do Gąsawy (na terenie kontrolowanym przez Laskonogiego) ogólnopolski wiec książąt, przedstawicieli episkopatu i rycerstwa. Wiec został przerwany nagłym napadem Odonica wraz posiłkami Świętopełka. Leszek Biały zginął, a książę wrocławski Henryk I Brodaty został ciężko ranny. Najstarsze źródła przypisują odpowiedzialność za tę zbrodnię Władysławowi Odonicowi, ale jeszcze w ciągu XIII wieku – pojawia się opinia, że głównym winowajcą był Świętopełk. Jest możliwe, że wersja ta została rozpowszechniona przez źródła z terenu Wielkopolski w czasie, gdy dzielnicą tą rządzili synowie Odonica – Przemysł I i Bolesław Pobożny.

## Usamodzielnienie Pomorza Gdańskiego
Po przedwczesnej śmierci Leszka Białego rozpoczął się okres walk książąt dzielnicowych o Kraków i związany z tym upadek pryncypatu. Dla władcy Pomorza Gdańskiego oznaczało to możliwość usamodzielnienia się. Wcześniejsi przedstawiciele dynastii Sobiesławiców sprawowali władzę jedynie jako namiestnicy książąt-seniorów władających w Krakowie. Teraz Świętopełk przybrał tytulaturę książęcą. Swoim braciom Warcisławowi, Samborowi i Raciborowi wydzielił odrębne dzielnice. Przystąpił do tworzenia własnej hierarchii urzędniczej dla administracji terytorialnej (kasztelanowie) i dworu (wojewoda, podkomorzy, skarbnik itp.), co zapewniło mu poparcie miejscowego możnowładztwa dla idei samodzielności Pomorza Gdańskiego. W 1231 uzyskał dla siebie, swojej rodziny i swojego księstwa protekcję papieską. Nadal aktywnie wspierał chrystianizację Prus. W 1234 wraz z bratem Samborem uczestniczył w kampanii polsko-krzyżackiej, zakończonej zwycięską bitwą z Prusami nad rzeką Dzierzgoń.
W 1227 w związku z misjami pruskimi sprowadził z Krakowa zakon dominikanów, który osadził przy istniejącym w Gdańsku kościele św. Mikołaja. Około 1236/1237 rozszerzył swoje księstwo, przyłączając do niego ziemię sławieńską oraz zajmując gród w Nakle nad Notecią.

## Okres wojen

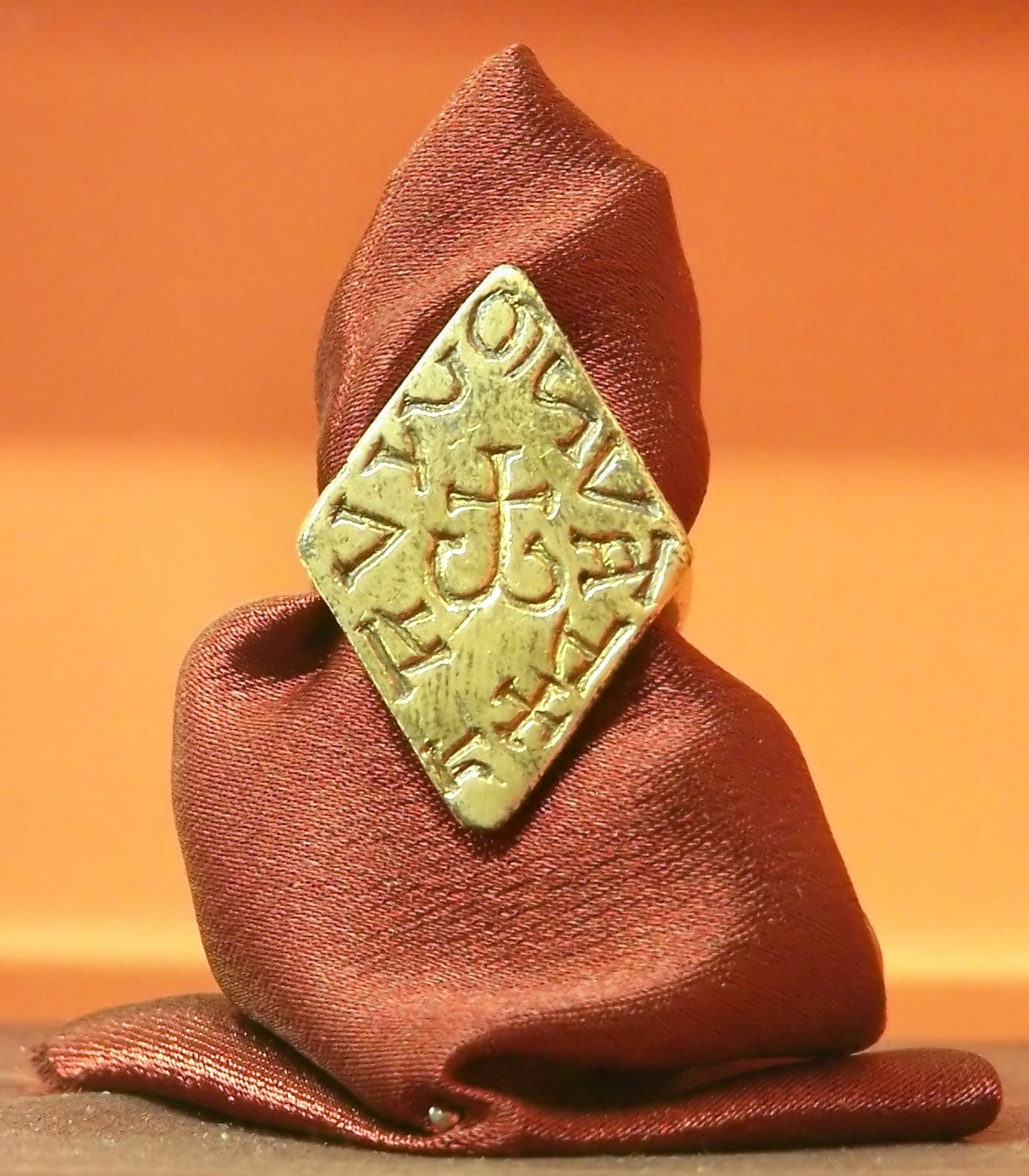
Sygnet pieczętny Świętopełka. Używany był w latach 1217–1266. Na otoku napis: Anulus Svant (Epolocus).

W latach 1237–1238 Świętopełk prowadził wojnę przeciwko koalicji utworzonej przez jego młodszych braci Sambora i Racibora, wspierających ich książąt meklemburskich oraz zakon krzyżacki. Popadł także w konflikt z biskupem kujawskim Michałem, któremu podlegało Pomorze Gdańskie, a książę kujawski Kazimierz odebrał mu gród w Bydgoszczy.
W latach 1242–1248 wystąpiła przeciw Świętopełkowi koalicja złożona z Krzyżaków, biskupa kujawskiego, książąt pomorskich Sambora i Racibora, Konrada mazowieckiego z synami oraz synów Odonica Przemysła I i Bolesława Pobożnego. W tym czasie został wyklęty przez legata papieskiego Wilhelma z Modeny. Klątwę zdjął z niego dopiero następny legat papieski. Początkowo książęta wielkopolscy odebrali mu Nakło, Kazimierz Kujawski Wyszogród a Krzyżacy Sartowice. Świętopełk, by się bronić, sprzymierzył się z pogańskimi Prusami i przejściowo także Litwinami. Podczas wojny zginął prawdopodobnie jeden z synów Świętopełka, Jan, a drugi, Mściwoj, został oddany Krzyżakom jako zakładnik. W 1248 Świętopełk zgodził się odstąpić Krzyżakom należące do Pomorza tereny na wschodnim brzegu Wisły. 
W roku 1248 napisał skargę dot. ucieczki brata Sambora do Prus, a potem najazd na ziemię gdańską wraz z Krzyżakami.
W latach 1252–1253 doszło do jeszcze jednej wojny między Świętopełkiem a zakonem krzyżackim, po czym zawarto pokój na warunkach proponowanych w 1248. W tym samym czasie zachodniopomorski Barnim I bezskutecznie próbował zagarnąć ziemię sławieńską i słupską. Uspokojenie sytuacji na innych frontach pozwoliło Świętopełkowi w latach 1253–1256 podjąć walkę z synami Odonica i zająć Nakło, ale wobec trudności z jego utrzymaniem, Pomorzanie odstąpili ten gród Wielkopolsce w zamian za okup pieniężny. Z kolei z Kazimierzem kujawskim udało się Świętopełkowi zawrzeć sojusz, dzięki czemu mógł w latach 1257–1259 odeprzeć najazd Bolesława Pobożnego i Warcisława III dymińskiego, których pokonał w bitwie pod Słupskiem.

## Lokacja Gdańska i inne zasługi Świętopełka
Za jego czasów nastąpił rozwój gospodarczy Pomorza Gdańskiego. Stołeczny Gdańsk otrzymał prawa miejskie na wzór Lubeki (zarówno określenie zasięgu miasta lokowanego przez Świętopełka, jak i data tej lokacji nie zostały dotąd jednoznacznie ustalone; część badaczy uważa, że lokacja ta odnosi się do terytorium dzisiejszego Głównego Miasta, inni, że chodzi o późniejsze Stare Miasto; podawane są daty od 1224 do 1263). Powstały klasztory: dominikanów w Gdańsku, cysterek w Żarnowcu (była to żeńska filia opactwa w Oliwie) i cystersów w Bukowie koło Darłowa w ziemi sławieńskiej.
Był najwybitniejszym władcą z dynastii Sobiesławiców. Potrafił osiągnąć i obronić niezawisłość swojego księstwa oraz przyczynić się do jego rozwoju. Był też pierwszym z polskich władców dzielnicowych, który musiał toczyć ciężkie boje z zakonem krzyżackim. Nowożytni działacze kaszubscy, uważający średniowiecznych władców Pomorza za „książąt kaszubskich”, nadali mu przydomek „Wielki”.

## Pomniki

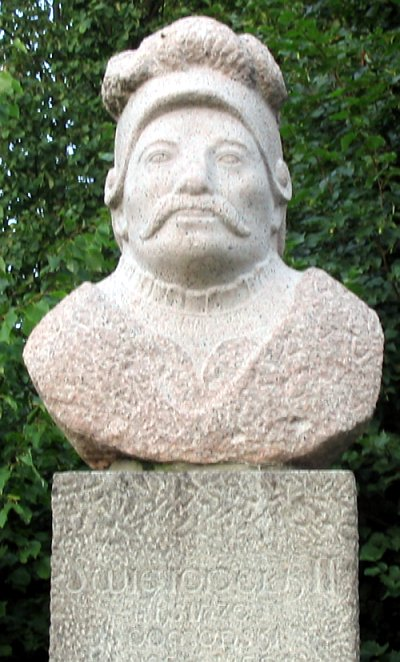
Pomnik w Parku Oliwskim
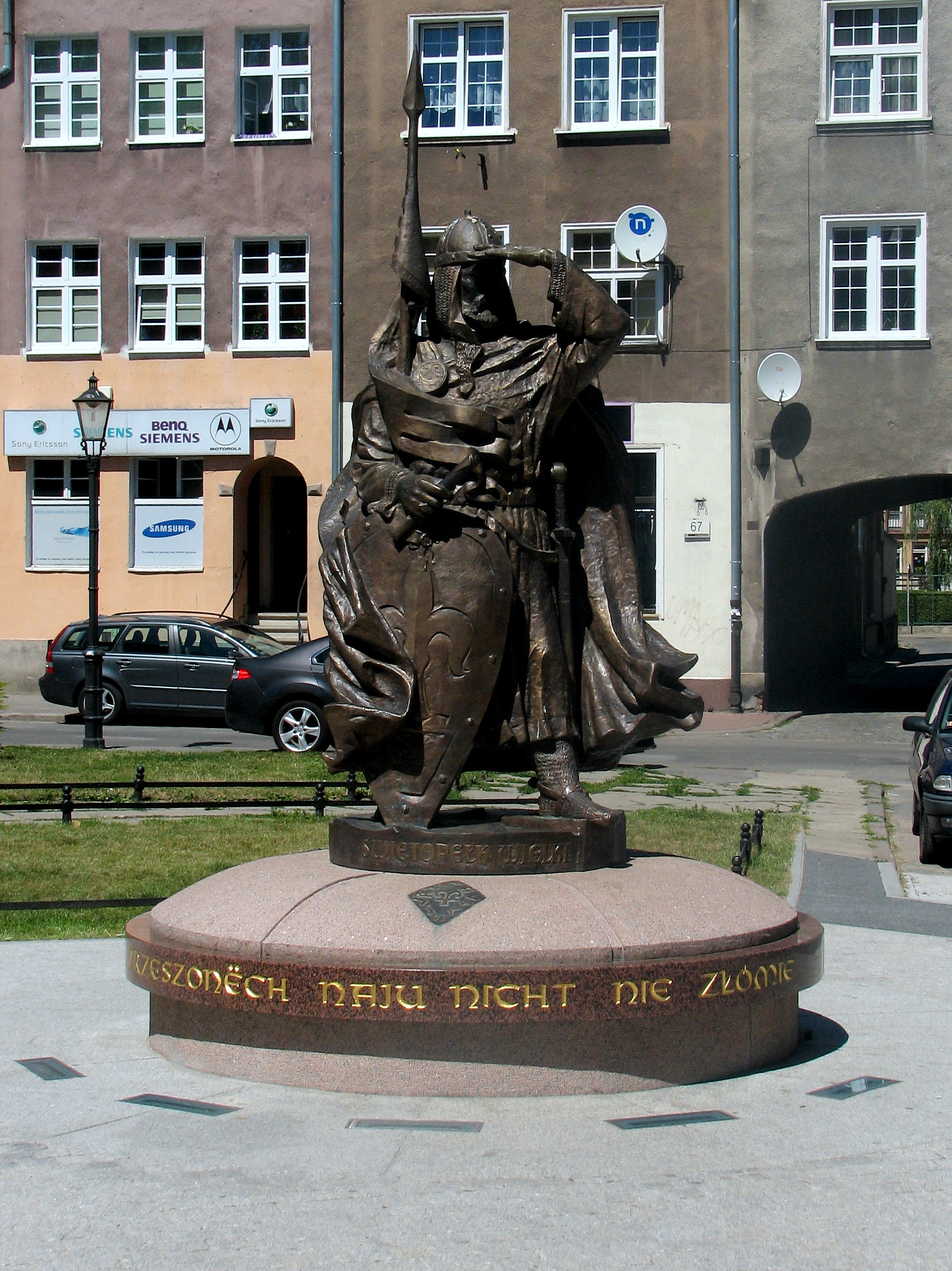
Pomnik przy ulicy Szerokiej w Gdańsku.

Jest patronem dzwonu gis4 carillonu Ratusza Głównego Miasta w Gdańsku.
Władcy Pomorza gdańskiego z dynastii Sobiesławiców (z uwzględnieniem podziałów dzielnicowych).
| Sobiesław namiestnik pomorski 1155–1177/1180 | Sambor I gdański namiestnik pomorski 1177/80–1205 | Mściwoj I gdański namiestnik pomorski 1205–1219/1220 | Świętopełk II Wielki namiestnik pomorski 1219/20–1227 ks. gdański 1227-1266 | Świętopełk II Wielki namiestnik pomorski 1219/20–1227 ks. gdański 1227-1266 | Warcisław II ks. gdański 1266–1270 | Mściwoj II ks. pomorski 1270–1294 | Mściwoj II ks. pomorski 1270–1294 |
| Sobiesław namiestnik pomorski 1155–1177/1180 | Sambor I gdański namiestnik pomorski 1177/80–1205 | Mściwoj I gdański namiestnik pomorski 1205–1219/1220 | Warcisław I świecki ks. świecko- lubiszewski 1227–1227/1233                 | Racibor ks. białogardzki 1233–1262                                          | Warcisław II ks. gdański 1266–1270 | Mściwoj II ks. pomorski 1270–1294 | Mściwoj II ks. pomorski 1270–1294 |
| Sobiesław namiestnik pomorski 1155–1177/1180 | Sambor I gdański namiestnik pomorski 1177/80–1205 | Mściwoj I gdański namiestnik pomorski 1205–1219/1220 | Warcisław I świecki ks. świecko- lubiszewski 1227–1227/1233                 | Sambor II ks. lubiszewski (tczewski) 1233–1269                              |                                    | Mściwoj II ks. pomorski 1270–1294 | Mściwoj II ks. pomorski 1270–1294 |
| Sobiesław namiestnik pomorski 1155–1177/1180 | Sambor I gdański namiestnik pomorski 1177/80–1205 | Mściwoj I gdański namiestnik pomorski 1205–1219/1220 | Warcisław I świecki ks. świecko- lubiszewski 1227–1227/1233                 | Mściwoj II ks. świecki 1255–1270                                            |                                    | Mściwoj II ks. pomorski 1270–1294 | Mściwoj II ks. pomorski 1270–1294 |